# بايونيا (مملكة)
في العصور القديمة، كانت بايونيا (بالإغريقية: Παιονία)‏ أرضًا ومملكة للبايونيين.
إن الحدود الأصلية الدقيقة لبايونيا، شأنها شأن التاريخ المبكر لسكانها، ملتبسة، ولكن من المعروف أنها تتطابق تقريبًا مع معظم أجزاء مقدونيا الشمالية الحالية وأجزاء شمال وسط مقدونيا اليونانية (مثل البلديات اليونانية في بايونيا، ألموبيا، وسينتيكي، وإيراكليا، وسيريس)، وجزء صغير من جنوب غرب بلغاريا. عين المؤلفون القدماء مكانها جنوب داردانيا (منطقة تقابل مدينة كوسوفو الحالية وشمال مقدونيا الشمالية)، وغرب الجبال التراقية، وشرق أقصى جنوب الإيليريين. انفصلت عن داردانيا من خلال الجبال التي يمر بها نهر فاردار من سكوبي (إسكوبية حاليًا) إلى وادي بيلازورا (قرب سفيتي نيكولا اليوم).
في الإلياذة، يذكر أن البايونيين كانوا حلفاء لطروادة. وخلال الغزو الفارسي لليونان، تم ترحيل البايونيين حتى بحيرة براسيا، بمن فيهم البايوبلاي والسيروبايونيين، من بايونيا إلى آسيا.
في الفترة بين عامي 355 و354 قبل الميلاد، استغل فيليب الثاني المقدوني موت آغي ملك بايونيا وشن حملة ضدهم من أجل قهر شعبه. بذلك ضمت مملكة مقدونيا القديمة الجزء الجنوبي من بايونيا القديمة وسميت «بايونيا المقدونية»؛ ضم هذا القسم مدنًا مثل أسترايون (سترومينتا لاحقًا)، وستيناي (بالقرب من ديمير كابيا)، وأنتيغونيا (بالقرب من نيغوتينو)، وغيرهم.

## شعب بايونيا

### الأُصول
يعد بعض العلماء المعاصرين أن البايونيين كانوا إما تراقيون، أو من أصول ثراكو إليريان مختلطة. بعض من أسماء بيونيا أيضًا بالتأكيد هيلينية (ليسيوس، أريستون، أودوليون)، مع أن القليل نسبيًا معروف عنهم. لغويًا، عدد قليل جدا من الكلمات الباقية في لغة بيونيا ترتبط بلغات مجاورة - الإيليرية والتراقية (مزيج بين ثراكو-الإليرية)، وكذلك اليونانية وبشكل وثيق الصلة بـ اليونانية مع قدر كبير من التأثير الإيليري والتراقي نتيجة لقربها. الواضح أن العديد من قبائل بيونيا الشرقية، ومنها أجريان، سقطت ضمن نطاق النفوذ التراقي. ومع ذلك، وفقًا للأسطورة الوطنية، كانوا مستعمرين تيوكريين من طروادة. يتحدث هوميروس عن البايونيين من أكسيوس يقاتلون إلى جانب طروادة، لكن الإلياذة لا تذكر صلة قرابتهم. يدعو هوميروس الزعيم بيراكميس البيوني (نسب غير معروف)، يذكر هوميروس القائد الثاني، أستيروبيوس، ابن بيلاجون.
قبل حكم داريوس هيستاسبس، كانوا قد شقوا طريقهم إلى أقصى الشرق مثل بيرينتوس في تراقيا على نهر البروبونتيس. كانت جميع ميجدونيا، إلى جانب كريستونيا، خاضعة لهم. عندما عبر زركسيس خالكيديس في طريقه إلى ثيرما (أعيدت تسميته فيما بعد بسالونيك)، قيل إنه سار عبر إقليم بايونيان. احتلوا وادي أكسيوس (فاردار) بأكمله حتى الداخل حتى ستوبي، والوديان إلى الشرق منه حتى ستريمون والريف حول أستيبوس والنهر الذي يحمل الاسم ذاته حيث مسحوا ملوكهم بالماء. إيماثيا، المنطقة الواقعة بين هالياكمون وآكسيوس تقريبًا، كانت تسمى بيونيا، وبيريا وبيلاجونيا كانت مأهولة من قبل البيونيين. نتيجة لنمو القوة المقدونية، وتحت ضغط من جيرانهم التراقيين، تقلصت أراضيهم إلى حد بعيد، وفي العصور التاريخية اقتصرت على شمال مقدونيا من إليريا إلى ستريمون.

## مملكة بايونيا
في العصور القديمة، كانت المدينة الرئيسية وقاعدة البلاد للملوك البايونيين مدينة بيلازورا (فيليس اليوم في مقدونيا الشمالية) على نهر فاردار؛ لاحقًا، انتقل مركز البلاد للملوك إلى ستوبي (بالقرب من غرادسكو حاليًا).
جرى إخضاع البايونيين كجزء من العمليات العسكرية الفارسية التي بدأها داريوس الأول (521 – 486 قبل الميلاد) سنة 513 قبل الميلاد (بعد استعدادات كبيرة- غزا جيش ضخم من الإمبراطورية الأخمينية البلقان وحاول هزيمة الأوروبيين سكوثيون المنتشرين شمال نهر الدانوب. أخضع جيش داريوس عدة شعوب تراقية، وجميع المناطق الأخرى تقريبًا التي تمس الجزء الأوروبي من البحر الأسود، مثل أجزاء من بلغاريا، ورومانيا، وأوكرانيا، وروسيا كما يُعرفون اليوم، قبل أن يعود إلى آسيا الصغرى. ترك داريوس في أوروبا واحدًا من قادته يدعى ميغابازوس، وكانت مهمته إكمال الفتوحات في البلقان. أخضعت القوات الفارسية تراقيا الغنية بالذهب، والمدن الساحلية اليونانية، فضلًا عن إلحاق الهزيمة بالبايونيين الأقوياء وقهرهم.
في مرحلة ما بعد الحروب الفارسية اليونانية، اندمجت الإمارات البايونية لتشكيل مملكة متمركزة عند الروافد الوسطى والعليا من نهري أكسيوس وستروما، اللذان يقابلان اليوم القسم الشمالي من مقدونيا وغرب بلغاريا. انضم إليهم الإيليريون من أجل الهجوم على المناطق الشمالية لمملكة مقدونيا. كان الإيليريون، الذين عرفوا ثقافة القرصنة، سيقطعون عن بعض الطرق التجارية لو تم منع التنقل عبر تلك الأرض. هاجموا دون جدوى الدفاعات الشمالية في الأراضي المقدونية في محاولة لاحتلال المنطقة. في الفترة بين عامي 360 و359 قبل الميلاد، شنت قبائل البابونيين الجنوبية غارات على مقدونيا (ديودور الصقلي السادس عشر، 2.5) دعمًا لغزو الإيليريين.
أفضى موت بيرديكاس الثالث المقدوني إلى وقوع البيت الملكي في حالة من الارتياب، ولكن أخاه فيليب الثاني تولى العرش، الذي أصلح الجيش (دعمه بالكتائب)، ثم شرع في وقف كل من الغزو الإيليري وغارات البايونيين عبر حدود «الحدود المقدونية»، التي شكلت الحدود الشمالية التي اعتزم الدفاع عنها باعتبارها منطقة تحت سلطته. مشى على خطى نجاح بيرديكاس سنة 358 قبل الميلاد مع قيامه بحملة في عمق الشمال، إلى بايونيا نفسها. أدى ذلك إلى تقليص حالة المملكة البابونية (التي كان يحكمها آغيس آنذاك) إلى وضع تابع شبه مستقل، مما أدى إلى عملية هلينة (إضفاء الطابع اليوناني) تدريجية ورسمية للبايونيين، الذين خلال عهد فيليب الثاني، بدؤوا إصدار عملات نقدية تحمل صورًا يونانية مثل تلك التي كانت تصدرها مقدونيا. ارتبط فريق من البايونيين، قاده أرستون، بجيش الإسكندر الأكبر.